# Wikipedia en romaní
La Wikipedia en romaní es la versión de Wikipedia en idioma romaní o gitano, creada en diciembre de 2006. 
En la actualidad, esta Wikipedia tiene 761 artículos y 18 689 usuarios, de los cuales 16 son activos.

## Curiosidades
Esta Wikipedia se ha escrito durante mucho tiempo en 2 alfabetos diferentes: el latino y el devánagari, este último un alfabeto abugida utilizado para escribir varios idiomas de India. Sin embargo, desde enero de 2012, tras una votación en Meta-Wiki, se decidió prescindir del alfabeto devánagari en las ediciones de esta Wikipedia.